# Język wastek
Język wastek (huastek) – język majański używany w Meksyku przez lud Huasteków, żyjący na wiejskich terenach San Luis Potosí oraz północnego Veracruz. Chociaż pod względem zasięgu geograficznego różni się od pozostałych języków majańskich, jest z nimi spokrewniony, szczególnie z językami południowego i wschodniego Meksyku oraz Ameryki Środkowej (około 90 tys. użytkowników w San Luis Potosi i 50 tys. w Veracruz). Przez rodowitych użytkowników język ten jest nazywany Teenek. Nazwa ta w ostatnich latach weszła do powszechnego użycia w Meksyku i na świecie.
Uważa się, że najbliżej spokrewnionym z wastek  językiem był obecnie już wymarły język chicomuceltec.
Pierwszego dostępnego Europejczykom opisu języka wastek dostarczył Andrés de Olmos, sporządzając m.in. słownik. Napisał on także pierwsze opisy języków z rodzin nahuatl i totonac.
W języku tym nadaje meksykańska stacja radiowa XEANT-AM.